# Амелија Пичинини
Амелија Пичинини (итал. Amelia Piccinini; Торино, 17. јануар 1917 — Торино 9. март 1979) била је италијанска атлетичарка специјалиста за бацање кугле и скок удаљ, учесник Летњих олимпијских игара 1948. освајачица сребрне медаље у бацању кугле.

## Значајнији резултати
| Год.    | Такмичење          | Место                        | Дисциплина   | Плас.   | Резултат | Бел.    |
| Италија | Италија            | Италија                      | Италија      | Италија | Италија  | Италија |
| ------- | ------------------ | ---------------------------- | ------------ | ------- | -------- | ------- |
| 1946.   | Европско првенство | Осло, Норвешка               | Бацање кугле |         | 12,22 м  |         |
| 1946.   | Европско првенство | Осло, Норвешка               | Скок удаљ    | 4.      | 5,26     |         |
| 1948.   | Олимпијске игре    | Лондон, Уједињено Краљевство | Бацање кугле |         | 13,09 м  |         |
| 1950.   | Европско првенство | Брисел, Белгија              | Бацање кугле | 7       | 12,40 м  |         |

## Национална првенства
Амелија Пичинини је 20 пута узастопно освојила национално првенство.
- 4 победе скок удаљ (1939 (5,25); 1940 (5,33); 1943 (5,20); 1946 (5,30)
- 12 победа бацање кугле 1941 (11,39); 1942 (12,10); 1943 (12,06); 1946 (12,29); 1947 (12,18); 1948 (13,12); 1949 (12,91); 1950 (12,65); 1951 (12,89); 1952 (12,80); 1953 (12,79); 1954 (12,51)
- 4 победе петобој 1937 (p. 179); 1946 (p. 3.646); 1947 (p. 3.545); 1948 (p. 3.436

## Национални рекорди
Први национални рекорд у бацању кугле од 11,77 м поставила је у јуну 1937. а затим га је поправљала још 14. пута до 1949.
- Бацање кугле: 13,39 м Рим, 25. мај 1949.
- Петобој: 3,646 бод. Торино, 13. октобар 1946 — опстао до октобра 1949.

## Лични рекорди
- Бацање кугле: 13,39 м Рим 25. мај 1949.
- Скок удаљ: 5,53 м Торино 12. јул 1942.